# 出丸村
出丸村（でまるむら）はかつて埼玉県比企郡に存在していた村。
江戸時代、寛永期は松平伊豆守の知行地だったとされ、「伊豆丸」と呼ばれていたのが“おそれ多い”というような理由で「出丸」に転化したと一説では言われる。江戸期には当該7か村は「出丸7か村」とも言われていた。

## 地理
- 現在の川島町の南東部。
- 河川：入間川、荒川

## 歴史
- 1889年（明治22年）4月1日 - 町村制施行により、出丸本村、出丸中郷、出丸下郷、西谷村、曲師（まげし）村、上大屋敷村、下大屋敷村の7か村が合併し、出丸村が成立する。
- 1945年（昭和20年） - 村の南部を流れる入間川に出丸橋が架けられる。
- 1954年（昭和29年）11月3日 - 中山村、伊草村、三保谷村、八ツ保村、小見野村 と合併し、川島村が成立。以降、旧出丸村に属した地域は出丸地区と区分けされる。
- 1972年（昭和47年）11月3日 - 町制施行により川島町となる。